# TSV LONGA in het seizoen 1962/63
Het seizoen 1962/1963 was het negende jaar in het bestaan van de Tilburgse betaaldvoetbalclub LONGA. De club kwam uit in de Tweede divisie B en eindigde daarin op de 14e plaats. Tevens deed de club mee aan het toernooi om de KNVB beker, hierin werd in de tweede ronde verloren van Elinkwijk (2–4).

## Wedstrijdstatistieken

### Tweede divisie B
|       | Baronie | BVV   | D.F.C. | EDO   | 't Gooi | Haarlem | Helmondia '55 | Hermes DVS | Hilversum | HVC   | NOAD  | PEC   | RCH   | SVV   | Wilhelmina | Xerxes |
| ----- | ------- | ----- | ------ | ----- | ------- | ------- | ------------- | ---------- | --------- | ----- | ----- | ----- | ----- | ----- | ---------- | ------ |
| Thuis | 4 – 4   | 2 – 1 | 2 – 3  | 1 – 1 | 3 – 1   | 2 – 3   | 4 – 1         | 3 – 1      | 1 – 2     | 3 – 6 | 2 – 1 | 3 – 1 | 1 – 1 | 3 – 1 | 2 – 3      | 2 – 0  |
| Uit   | 3 – 2   | 5 – 1 | 1 – 3  | 1 – 4 | 5 – 1   | 4 – 1   | 2 – 0         | 2 – 1      | 1 – 0     | 2 – 1 | 3 – 2 | 1 – 2 | 4 – 1 | 5 – 3 | 3 – 2      | 6 – 4  |

### KNVB Beker
| 1e ronde                                          | LONGA              | 2 – 1 (1 – 1) | ZFC                                                        |
| 13 oktober 1962 Plaats: Tilburg Aan de spoorbrug  | Jan Druyts 8', 60' |               | 28' Piet Blok                                              |
| 2e ronde                                          | LONGA              | 2 – 4 (1 – 2) | Elinkwijk                                                  |
| 16 december 1962 Plaats: Tilburg Aan de spoorbrug | Jef Maas 6', 54'   |               | 4' Tonnie Nieuwenhuys Jan de Jongh –', 64' Henny van Egdom |

## Statistieken LONGA 1962/1963

### Eindstand LONGA in de Nederlandse Tweede divisie B 1962 / 1963
| Stand | Gespeeld | Gewonnen | Gelijk | Verloren | Punten | Doelpunten voor | Doelpunten tegen |
| ----- | -------- | -------- | ------ | -------- | ------ | --------------- | ---------------- |
| 14e   | 32       | 11       | 3      | 18       | 25     | 66              | 81               |

### Topscorers
| #                | Naam                        | Goal |
| ---------------- | --------------------------- | ---- |
| 1.               | Jef Maas                    | 18   |
| 2.               | Jan Meijer                  | 15   |
| 3.               | Louis de Zwart              | 6    |
| 4.               | Wim van Diessen             | 5    |
| 4.               | Gerard Spanings             | 5    |
| 6.               | Leo Snijders                | 4    |
| 7.               | Jan Druyts                  | 3    |
| 7.               | Henk van Erp                | 3    |
| 9.               | Ad Hendriks                 | 2    |
| 10.              | Blume                       | 1    |
| 10.              | Cees Dikmans                | 1    |
| 10.              | Jan Paulissen               | 1    |
| Eigen doelpunten |                             |      |
| 1.               | Fons Bastiaansen (Baronie)  | 1    |
| 1.               | Kees Schoenmakers (Baronie) | 1    |
| Totaal           | Totaal                      | 66   |

| #      | Naam       | Goal |
| ------ | ---------- | ---- |
| 1.     | Jan Druyts | 2    |
| 1.     | Jef Maas   | 2    |
| Totaal | Totaal     | 4    |